# Erik Johan Ljungbergs utbildningsfond
Erik Johan Ljungbergs utbildningsfond är en stiftelse med säte i Falun som stöder utbildningsinsatser på olika nivåer i Sverige. Fonden instiftades genom testamente av Erik Johan och Hildur Ljungberg 1896 för inrättandet av Domnarvets Tekniska Arbetsskola. På makarna Ljungbergs initiativ bildades 1908 Aktiebolaget Bergslagets Praktiska Skolor och man inrättade skolor på flera håll, först i Skutskär och Domnarvet men senare i Snöån, Älvkarleö, Falun och Kvarnsveden. Kapitalet kom att utgöra aktier i Stora Kopparbergs Bergslags AB som donerades av makarna Ljungberg. Under 1960- och 1970-talet avvecklades skolorna och överläts på kommunerna. Bergslagets Praktiska Skolor övergick 1962 från att vara aktiebolag till stiftelseform och 1976 upplöstes stiftelsen då den nioåriga grundskolan och framväxten av gymnasieskolan ansågs ha gjort stiftelsens ändamål överflödigt. I stället bildades Erik Johan Ljungbergs Utbildningsfond.
Ljungbergsfonden vänder sig i första hand till förskolor, grundskolor, gymnasieskolor, högskolor och universitet och särskilt projekt inom naturvetenskap, teknik och entreprenörskap. Stiftelsen skall också se till att projekten man stöder kommer till samhällets nytta och att det främjar kontakt mellan skola och näringsliv.
Stiftelsen har ett stort ägande i Stora Enso och en av fondens riktlinjer är att man skall främja projekt i områden där Stora Enso har verksamhet. Bland projekten som erhållit stöd från stiftelsen finns Ljungberg text book of pulp and paper, som används i trä- och massateknisk utbildning på de flesta svenska utbildningar inom området.
Fonden delar årligen ut priset Ung företagsamhets tekniska pris.